# Cergău Mic
Cergău Mic – wieś w Rumunii, w okręgu Alba, w gminie Cergău. W 2011 roku liczyła 300 mieszkańców.